# Grace Park (glumica)
Grace Park američko-kanadska je glumica poznata po ulozi u TV seriji Battlestar Galactica (kao Sharon "Boomer" Valerii i Sharon "Athena" Agathon). Trenutno glumi u CBS-ovoj TV seriji Hawaii Five-0 kao Kono Kalakaua.

## Rani život
Grace Park rođena je u Los Angelesu 14. ožujka 1974. Dva mjeseca prije drugog rođendana preselila se s roditeljima u Vancouver, Kanada. Park je korejskog podrijetla. Studirala je psihologiju na Sveučilištu u Britanskoj Kolumbiji. Udala se 2004. godine za Phila Kima s kojim trenutno živi u 
Vancouveru.

## Filmografija

### Filmovi
| Godina | Naziv               | Uloga       |
| ------ | ------------------- | ----------- |
| 2000.  | Romeo mora umrijeti | Plesačica   |
| 2003.  | Fluffy              | Amy         |
| 2007.  | West 32nd           | Lila Lee    |
| 2008.  | Run Rabbit Run      | Hannah Moon |

### Televizija
| Godina        | Naziv                                        | Uloga                                           | Bilješke                                                                     |
| ------------- | -------------------------------------------- | ----------------------------------------------- | ---------------------------------------------------------------------------- |
| 1997.         | The Outer Limits (1995.)                     | Virtualni avatar                                | Epizoda: "Bits of Love"                                                      |
| 1997.         | Beyond Belief: Fact or Fiction               | Maddie                                          | Epizoda: "The Crypt Ghost"                                                   |
| 2000.         | Secret Agent Man                             | Louann                                          | Epizode: "From Prima with Love", "Uncle S.A.M."                              |
| 2000. – 2001. | The Immortal (2000.)                         | Mikiko                                          | 5 epizoda                                                                    |
| 2001.         | The Outer Limits (1995.)                     | Satchko                                         | Epizoda: "Time to Time"                                                      |
| 2001.         | Dead Last                                    | Konobarica                                      | Epizoda: "Pilot"                                                             |
| 2001.         | Dark Angel                                   |                                                 | Epizoda: "Designate This"                                                    |
| 2001.         | Stargate SG-1                                | Satterfield                                     | Epizoda: "Proving Ground"                                                    |
| 2001. – 2005. | Edgemont                                     | Shannon Ng                                      | 69 epizoda                                                                   |
| 2002.         | L.A. Law: The Movie                          | Charmaigne                                      | TV film                                                                      |
| 2003.         | Jinnah: On Crime – White Knight, Black Widow | Cynthia Wong                                    | TV film                                                                      |
| 2003.         | Battlestar Galactica                         | Sharon Valerii                                  | TV serija                                                                    |
| 2003. – 2004. | Jake 2.0                                     | Fran Yoshida                                    | 4 epizoda                                                                    |
| 2004.         | Human Cargo                                  | Tajvanka br. 1                                  | TV serija                                                                    |
| 2004.         | Andromeda                                    | Carol                                           | Epizoda: "Machinery of the Mind"                                             |
| 2004.         | The Dead Zone                                | Djeveruša                                       | Epizoda: "Speak Now"                                                         |
| 2004. – 2009. | Battlestar Galactica                         | Sharon "Boomer" Valerii Sharon "Athena" Agathon | 73 epizoda                                                                   |
| 2007.         | Command & Conquer 3: Tiberium Wars           | Sandra Telfair                                  | Videoigra                                                                    |
| 2007.         | Battlestar Galactica: Razor                  | Sharon Valerii                                  | TV film                                                                      |
| 2008. – 2009. | Battlestar Galactica: The Face of the Enemy  | Broj osam                                       | TV serija                                                                    |
| 2008. – 2009. | The Cleaner                                  | Akani Cuesta                                    | 26 epizoda                                                                   |
| 2008. – 2010. | The Borde                                    | Liz Carver                                      | 12 epizoda                                                                   |
| 2009.         | CSI: Crime Scene Investigation               | Posjetiteljica                                  | Epizoda: "A Space Oddity"                                                    |
| 2009.         | Battlestar Galactica: The Plan               | Sharon "Boomer" Valerii                         | TV film                                                                      |
| 2010.         | Human Target                                 | Eva Khan                                        | Epizoda: "Corner Man"                                                        |
| 2010., 2013.  | American Dad!                                | Akiko Yoshida (glas)                            | Epizoda: "Best Little Horror House in Langley Falls", "Spelling Bee My Baby" |
| 2010.–2017    | Hawaii Five-0                                | Kono Kalakaua                                   | Glavna uloga                                                                 |

## Vanjske poveznice
- Grace Park na IMDb-u
- Grace Park  Arhivirana inačica izvorne stranice od 4. siječnja 2016. (Wayback Machine) na TV.com